# 데자부 (음악 그룹)
데자부(러브)는 대한민국의 여성 4인조 그룹이다.

## 멤버
아라, 리나, 세나, 하나

## 약력
데자부는 여성 4인조 그룹이다. 비슷한 년도에 데뷔한 밀크, 신비, 슈가, 러브, 이삭N지연과는 다른 소녀그룹이었다. 조PD가 프로듀서를 맡아 화제가 되기도 했다. 타이틀 곡 Run으로 많은 사랑을 받았고 꾸준히 활동을 하지만 결국 데뷔앨범이 마지막 앨범이 되어버리고 해체되었다.

## 음반
- 1집 <The First Energy> (2002년)